# ورنلیس (کالیفرنیا)
ورنلیس، کالیفرنیا (به انگلیسی: Vernalis, California) یک محدوده ثبت‌نشده در ایالات متحده آمریکا است که در شهرستان سن ژواکین، کالیفرنیا واقع شده‌است.

## خصوصیات
ورنلیس ۳۲٫۰ متر بالاتر از سطح دریا واقع شده‌است.